# Braunsia sucarandana
Braunsia sucarandana är en stekelart som beskrevs av Günther Enderlein 1906. Braunsia sucarandana ingår i släktet Braunsia och familjen bracksteklar. Inga underarter finns listade.